# Пікетт (округ, Теннессі)
Шаблон:StateAbbr_ 36°34′ пн. ш. 85°05′ зх. д. / 36.56° пн. ш. 85.08° зх. д.
Округ  Пікетт (англ. Pickett County) — округ (графство) у штаті  Теннессі, США. Ідентифікатор округу 47137.

## Історія
Округ утворений 1879 року.

## Демографія
За даними перепису 2000 року загальне населення округу становило 4945 осіб, усе сільське. Серед мешканців округу чоловіків було 2432, а жінок — 2513. В окрузі було 2091 домогосподарство, 1461 родин, які мешкали в 2956 будинках. Середній розмір родини становив 2,83.
Віковий розподіл населення поданий у таблиці:
| Стать    | До 15 років | 15-21 | 22-29 | 30-39 | 40-49 | 50-65 | 65-85 | Понад 85 |
| -------- | ----------- | ----- | ----- | ----- | ----- | ----- | ----- | -------- |
| Чоловіки | 445         | 229   | 210   | 307   | 341   | 516   | 349   | 35       |
| Жінки    | 423         | 222   | 221   | 300   | 336   | 517   | 419   | 75       |

## Суміжні округи
- Клінтон, Кентуккі — північ
- Вейн, Кентуккі — північний схід
- Скотт — схід
- Фентресс — південний схід
- Овертон — південний захід
- Клей — захід

## Виноски
1. ↑  U.S. Decennial Census. United States Census Bureau. Архів оригіналу за 12 травня 2015. Процитовано 9 квітня 2015.
2. ↑  Historical Census Browser. University of Virginia Library. Архів оригіналу за 12 грудня 2009. Процитовано 9 квітня 2015.
3. ↑  Forstall, Richard L., ред. (27 березня 1995). Population of Counties by Decennial Census: 1900 to 1990. United States Census Bureau. Архів оригіналу за 21 лютого 2015. Процитовано 9 квітня 2015.
4. ↑  Census 2000 PHC-T-4. Ranking Tables for Counties: 1990 and 2000 (PDF). United States Census Bureau. 2 квітня 2001. Архів оригіналу (PDF) за 18 грудня 2014. Процитовано 9 квітня 2015.
5. ↑  State & County QuickFacts. United States Census Bureau. Архів оригіналу за 7 червня 2011. Процитовано 7 грудня 2013.(англ.) Наведено за англійською вікіпедією.
6. ↑  American FactFinder. Бюро перепису населення США. Архів оригіналу за 26 лютого 2012. Процитовано 31 січня 2008.

| США | Це незавершена стаття з географії США. Ви можете допомогти проєкту, виправивши або дописавши її. |